# 奈德·西格爾
奈德·西格爾（英語：Ned Segal，約1974年－）是一名美國業務主管，於2017年至2022年間擔任Twitter的財務長。2022年10月27日，在伊隆·馬斯克收購該公司後，他與其他三位高管一起被解僱。

## 早期生活和教育
西格爾出生於約1974年。他於1992年畢業於利克-威默丁高中，並於喬治城大學獲得西班牙語理學士學位。

## 職業生涯
1996年至2013年4月，西格爾在高盛工作，包括2009年至2013年擔任董事總經理和全球軟件投資銀行業務主管，後來擔任RPX公司的財務長。在2017年之前，西格爾是Intuit公司小企業集團的高級財務副總裁。2017年8月底，他接替安東尼·諾托成為Twitter的財務長。2022年10月底，西格爾是伊隆·馬斯克收購推特後被解僱的幾位高管之一。根據報導，他獲得了價值4,450萬美元的金色降落傘。
西格爾是超越肉類公司的董事會成員，並在其審計委員會任職。

## 個人生活
西格爾與他的妻子和三個孩子住在舊金山。

## 外部連結
- 奈德·西格爾在互联网电影资料库（IMDb）上的資料（英文）